# Leccio (cognome)
Leccio è un cognome di lingua italiana.

## Varianti
Leccia, Lecci.

## Origine e diffusione
Cognome tipicamente settentrionale, è presente prevalentemente in Piemonte.
Potrebbe derivare dal pre-latino lech, "lastra di pietra". Potrebbe altresì costituire una variante del cognome Lecchi.